# Национальная библиотека Индии

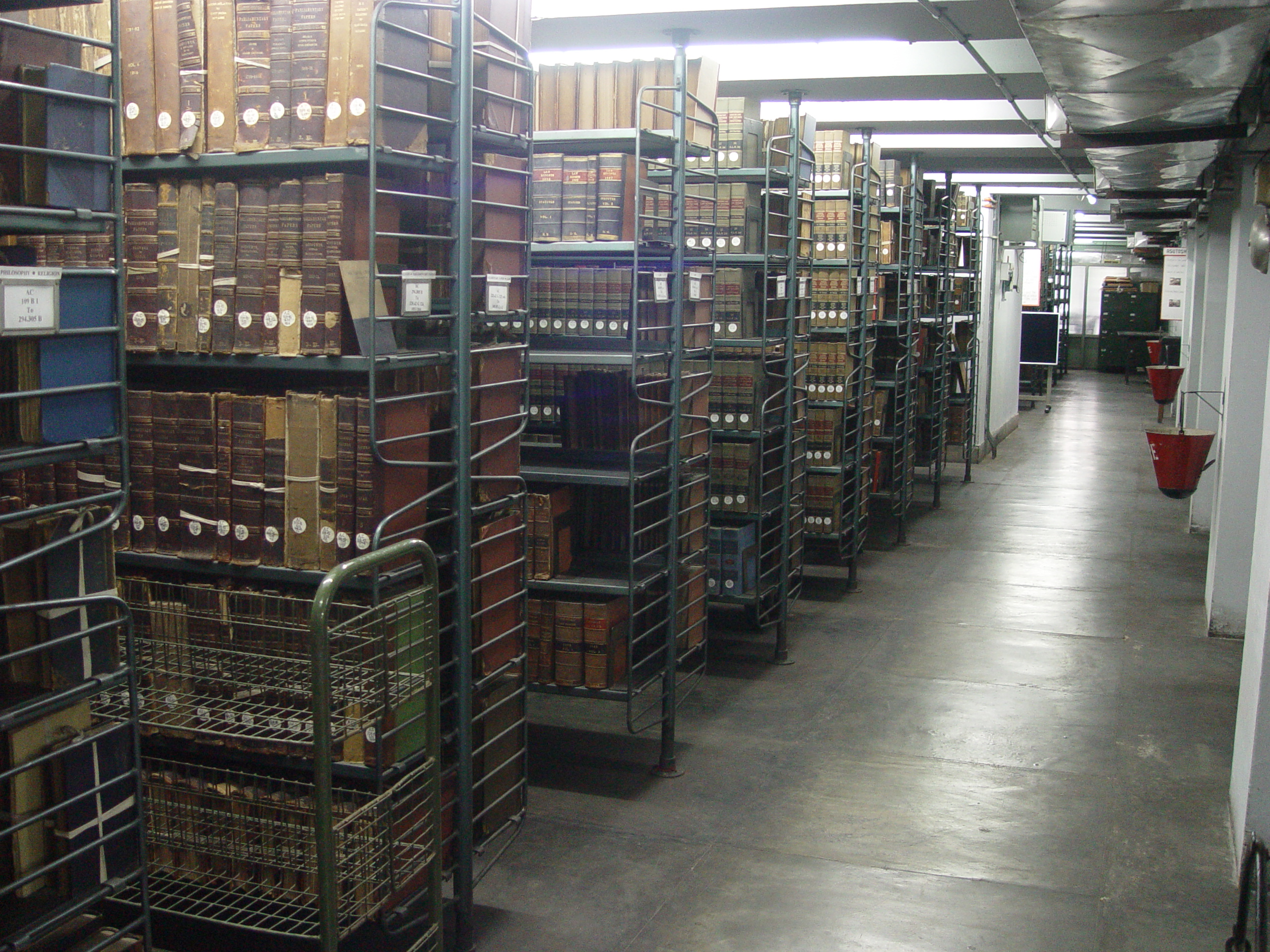
Сэр Ашутош Мукхерджи в своё время пожертвовал библиотеке 80 000 книг из своей коллекции. Все они находятся в отдельном помещении, пристройке к библиотеке

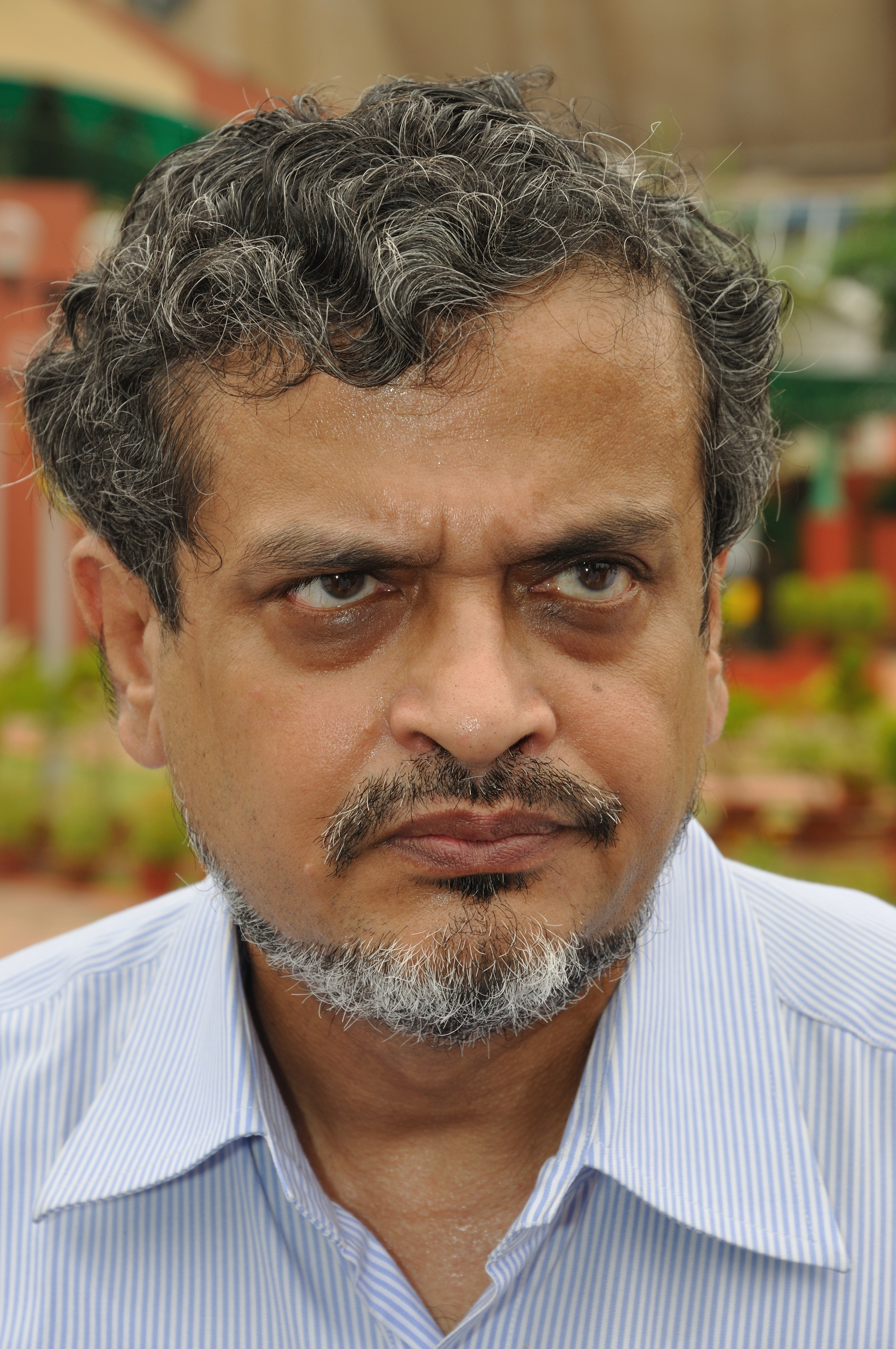
Свапан Кумар Чакраворти — директор библиотеки. Фото 2011 года

Национальная библиотека Индии (бенг. তীয় গ্রন্থাগার, хинди राष्ट्रीय पुस्तकालय, малаялам ഭാരതീയ ദേശീയ ഗ്രന്ഥശാല, санскрит भारतस्य राष्ट्रियग्रन्थालयः, там. இந்திய தேசிய நூலகம், англ. National Library of India) расположена в Калькутте, является самой крупной библиотекой в стране. Подчиняется Департаменту культуры при Министерстве туризма и культуры Правительства Индии. Здание-бельведер постройки середины XVIII века и прилегающая территория занимают 120 тысяч м², в библиотеке хранятся более 2,27 млн книг. С 1854 по 1911 года здание служило резиденцией лейтенант-губернаторов Бенгалии, используется библиотекой с 1948 года. Все газеты, журналы, книги и атласы, напечатанные в Индии, в обязательном порядке поступают в фонды Национальной библиотеки.

## История
История Национальной библиотеки Индии началась в 1836 году с появлением Публичной библиотеки Калькутты. Она не являлась правительственной, для пользования ею нужно было заплатить 300 рупий (ок. 5 долларов США), однако студентам и бедным разрешалось пользоваться ею бесплатно в течение некоторого периода времени. Первым владельцем этой библиотеки был промышленник и предприниматель Дварканатх Тагор.
Первым крупным пополнением стали 4675 изданий, перевезённых сюда из колледжа Форт-Уильяма генерал-губернатором Чарльзом Меткалфом. В библиотеке собирались книги на языках Индии, английском и некоторых других языках; частные лица и государство регулярно делали пожертвования в виде книг. Эта библиотека стала первой подобного уровня не только в Индии, но и вообще в этой части света, а работала она настолько организованно и эффективно, как не могли похвастаться многие аналогичные библиотеки Европы.
В 1891 году в стране открылась Имперская библиотека, в которую по приказу генерал-губернатора Джорджа Керзона в 1903 году и была влита Публичная библиотека Калькутты, потеряв своё имя. В 1930 году библиотекарем Имперской библиотеки стал пионер библиотечного движения Асадулла Халифа Мохаммад — первый мусульманин на этом посту.
В 1947 году Индия получила независимость от Великобритании. В 1948 году Имперская библиотека была переименована в Национальную библиотеку, а сама она переехала из района Эспланада в Бельведер-Эстейт. Открытие обновлённой библиотеки состоялось 1 февраля 1953 года.
В 2003 году в библиотеке началась оцифровка бумажных носителей, по состоянию на 2011 год работает Интернет, оцифровка продолжается.
По состоянию на 2014 год Национальная библиотека Индии — это:
- Более 2 270 000 книг
- Более 86 000 географических карт
- Более 3200 рукописей
- Суммарная длина книжных полок более 45 километров
- Читальные залы на более чем 550 человек

### Тайная комната
В 2010 году Археологическое управление Индии (АУИ) проводило реставрационные работы в здании библиотеки. О здании известно, что оно было построено в 1760-х годах, почти сразу его владельцем стал Уоррен Гастингс, первый генерал-губернатор Индии. В 1780 году он заявил, что продал его, и с этого момента до 1854 года, когда оно стало официальной резиденцией лейтенант-губернаторов Бенгалии, о судьбе особняка ничего не известно. Резиденцией оно прослужило до 1911 года.
В процессе работ на первом этаже была обнаружена не отмеченная на планах комната площадью около 93 м², в которую не было входа ниоткуда, даже с потолка. В связи с тем, что здание библиотеки представляет собой архитектурную и историческую ценность, инженеры АУИ не стали ломать стену, а только просверлили отверстие, чтобы заглянуть внутрь. Так как до 1911 года в этом здании находилась резиденция лейтенант-губернаторов Бенгалии, в СМИ появились слухи, что эта комната использовалась ими (или скорее всего первым хозяином, Уорреном Гастингсом) как пыточная или сокровищница. Позже было объявлено, что комната была заполнена грязью, и, вероятно, была создана для усиления фундамента здания.

## Посещение
Библиотека открыта с 9 до 20 часов по будням, с 9-30 до 18 часов по выходным и праздничным дням. Доступ в главный читальный зал жёстко контролируется, обязателен читательский билет, который выдаётся после заполнения заявления, которое можно скачать на официальном сайте библиотеки, и проверки специальным служащим. Билеты выдаются только по будням с 11 до 13 и с 15 до 16 часов.